# Huilabradys
Huilabradys es un género extinto de perezoso terrestre, que perteneció a la familia de los megatéridos, grupo de perezosos que vivió en las Américas durante el Neógeno. Huilabradys fue descubierto en los estratos del desierto de La Tatacoa en el departamento de Huila, en la formación geológica Villavieja, y hace parte de la llamada fauna de La Venta, una locación fosilífera de mediados del período Mioceno que ha proveído un notable aporte palentológico sobre las faunas del Mioceno en el norte de Suramérica. Los restos descubiertos - básicamente fragmentos de sus mandíbulas y dientes, actualmente alojados en el museo José Royo y Gómez de INGEOMINAS en Bogotá - permitieron la identificación de esta especie, cuyo nombre completo es Huilabradys magdaleniensis (que podría traducirse como "perezoso de Huila del Magdalena" haciendo referencia al departamento colombiano y al río en cuyas proximidades fue descubierto, mientras que bradys significa en griego "lento", haciendo referencia a los perezosos actuales) y fue clasificado como miembro de la subfamilia de los megatéridos conocida como Nothrotheriinae (a veces considerada como una familia propia relacionada con Megatheriidae), que comprende especies medianas o pequeñas de perezosos de tierra. Huilabradys es una especie de tamaño medio, similar en tamaño a la especie argentina Pronothrotherium mirabilis, caracterizada por una rama mandibular muy alta y características de sus dientes molariformes, como la carencia de diastema entre el primero y el segundo molar y la ubicación oblicua del cuarto.
Huilabradys es uno de tantos perezosos presentes en la zona de La Venta. Restos adicionales encontrados en el área sugieren la presencia de otros notroterinos como especies no identificas que podrían pertenecer a los géneros Hapalops y Eucholoeops, conocidos previamente de Argentina y Bolivia, junto a una especie de perezoso milodóntido llamada Pseudoprepotherium confusum. Los restos de estos perezosos muestran que ya en esta época los notroterinos se hallaban diferenciados de los megaterinos y poseían las características que los identificarían en épocas posteriores.